# Campionati del mondo di ciclismo su strada 2003 - Cronometro femminile Elite
La cronometro femminile Elite dei Campionati del mondo di ciclismo su strada 2003 fu corsa l'8 ottobre 2003 in Canada, nei dintorni di Hamilton, su un percorso totale di 20,8 km. L'oro andò alla spagnola Joane Somarriba, che vinse la gara con il tempo di 28'23"23 alla media di 43,96 km, l'argento alla tedesca Judith Arndt e il bronzo alla russa Zulfia Zabirova.

## Classifica (Top 10)
| Pos. | Corridore           | Squadra     | Tempo     |
| ---- | ------------------- | ----------- | --------- |
| 1    | Joane Somarriba     | Spagna      | 28'23"23  |
| 2    | Judith Arndt        | Germania    | a 10"78   |
| 3    | Zulfia Zabirova     | Russia      | a 26"25   |
| 4    | Karin Thürig        | Svizzera    | a 27"13   |
| 5    | Geneviève Jeanson   | Canada      | a 48"49   |
| 6    | Jeannie Longo       | Francia     | a 58"95   |
| 7    | Lada Kozlíková      | Rep. Ceca   | a 1'01"61 |
| 8    | Deirdre Demet-Barry | Stati Uniti | a 1'16"29 |
| 9    | Teodora Ruano       | Spagna      | a 1'22"16 |
| 10   | Edita Pučinskaitė   | Lituania    | a 1'24"92 |